# Alpheratz
Alpheratz (α Andromedae / α And / 21 Andromedae) es la estrella más brillante de la constelación de Andrómeda con magnitud aparente +2.06. Situada al noreste de la constelación de Pegaso, es una estrella común a ambas constelaciones por lo que a veces es llamada Delta Pegasi, aunque esta no es una denominación muy utilizada. Otro nombre más común para Alpheratz es Sirrah o Sirah, proveniente del antiguo nombre árabe سرة الفرس (Al Surrat al Faras, ‘el ombligo del caballo’).
Situada a 97 años luz del sistema solar, Alpheratz es una estrella binaria espectroscópica con un periodo orbital de 96.7 días. La componente principal es una estrella subgigante de tipo espectral B8IV con una temperatura superficial de 13 000 K, mientras que la estrella secundaria posee un brillo unas diez veces inferior a la primaria. La luminosidad conjunta de ambas —incluyendo la radiación ultravioleta emitida— es unas 200 veces mayor que la de nuestro Sol. 
Alpheratz es la representante más brillante de un grupo de estrellas conocidas como estrellas de mercurio-manganeso. Las atmósferas de estas estrellas poseen abundancias muy elevadas de mercurio, galio, manganeso y europio, y contenidos excepcionalmente bajos de otros elementos. Se piensa que estas anomalías son el resultado de la separación de los distintos elementos como consecuencia, por una parte, de la atracción gravitatoria hacia el interior, y por otra, de la presión de radiación ejercida hacia el exterior. Asimismo, Alpheratz está clasificada como una variable Alfa2 Canum Venaticorum, con una variación en su brillo entre magnitud 2.02 y 2.06 en un período de 23.19 horas. Algunas líneas espectrales varían con este mismo período, otras con la mitad del período y otras permanecen inalteradas.